# یواس‌اس پیت
یواس‌اس پیت ممکن است به یکی از موارد زیر اشاره داشته باشد:
- یواس‌اس پیت (اس‌پی-۵۹۶)
- یواس‌اس پیت (ای‌پی‌ای-۲۲۳)